# Prix Gobert
Ne pas confondre avec le grand prix Gobert, remis par l'Académie française.
Pour les articles homonymes, voir Gobert.
Le prix Gobert (ou premier prix Gobert) est un prix de l'Académie des inscriptions et belles-lettres. Créé en 1840, il est attribué chaque année depuis 1990 à un seul historien. Auparavant deux récompenses étaient décernées et un ouvrage pouvait être maintenu d'une année à l'autre.
Il a été institué par le legs du baron Napoléon Gobert (1807-1833) et est destiné à récompenser l’auteur du « travail le plus savant ou le plus profond sur l’histoire de France ou les études qui s’y rattachent ».

## Lauréats

### De 1850 à 1959
- 1850 : Auguste Jal (Glossaire nautique).
- 1866 : Gaston Paris (Histoire poétique de Charlemagne).
- 1872 : Gaston Paris (Vie de saint Alexis).
- 1878 : Auguste Longnon (Géographie de la Gaule au VIe siècle).
- 1889 : Noël Valois (Inventaire des arrêts du Conseil d'État (règne de Henri IV)).
- 1901[2] :
  - Charles de La Roncière (Histoire de la marine française).
  - Prosper Boissonnade (1862-1935) (Essai sur l'organisation du travail en Poitou depuis le XIe siècle jusqu'à la Révolution).
- 1902[3] :
  - Paul Guilhiermoz (1860-1922) (Essai sur l'origine de la noblesse en France au moyen âge).
  - René Poupardin (Le Royaume de Provence sous les Carolingiens, 855-933).
- 1903[4] : 
  - Gustave Dupont-Ferrier (Les Officiers royaux de bailliages et sénéchaussées en France à la fin du Moyen Âge).
  - Eugène Déprez (Les préliminaires de la guerre de Cent ans).
- 1904[5] : 
  - Ferdinand Lot (Études sur le règne d'Hugues Capet).
  - Alfred Richard (1839-1914) (Histoire des comtes de Poitou, 778-1204).
- 1905[6] : 
  - Joseph Delaville Le Roulx (Cartulaire de l'ordre des Hospitaliers de Saint-Jean de Jérusalem (1100-1310)).
  - Alfred Richard (1839-1914) (Histoire des comtes de Poitou).
- 1906[7] : 
  - Ernest Petit (Histoire des ducs de Bourgogne de la race Capétienne).
  - Alfred Richard (1839-1914) (Histoire des comtes de Poitou).
- 1907[8] :
  - Charles Bémont (Rôles gascons, Tomes II et III).
  - Louis Halphen (Le comté d'Anjou au XIe siècle).
- 1908[9] :
  - Ferdinand Chalandon (Histoire de la domination normande en Italie et en Sicile).
  - Charles Samaran (La maison d'Armagnac au xve siècle et les dernières luttes de la féodalité dans le Midi de la France).
- 1909[10] : 
  - Roland Delachenal (Histoire de Charles V, tomes 1 et 2).
  - Louis Caillet (Rapports de la commune de Lyon avec Charles VII et Louis XI).
- 1910[11] : 
  - Émile Mâle (L'Art religieux de la fin du Moyen Âge en France et L'Art religieux du XIIIe siècle en France).
  - Robert André-Michel (1884-1914) (L'administration royale dans la sénéchaussée de Beaucaire au temps de saint Louis).
- 1911[12] :
  - Charles de La Roncière (Histoire de la marine française).
  - Georges Lizerand (1877-1957) (Clément V et Philippe le Bel).
- 1912[13] : 
  - Ferdinand Brunot (Histoire de la langue française, des origines à 1900).
  - Pierre de Vaissière (Récits du temps des troubles (XVIe siècle). De quelques assassins).
- 1913[14] : 
  - Jean-Auguste Brutails (Les Vieilles Églises de la Gironde).
  - Augustin Fliche (Le Règne de Philippe Ier, roi de France (1060–1108)).
- 1914[15] : 
  - Lucien Romier (Les origines politiques des guerres de religion).
  - Émile Espérandieu (Recueil général des bas-reliefs, statues et bustes de la Gaule romaine).
- 1915[16] : 
  - Édouard Maugis (1858-1925) (Histoire du Parlement de Paris).
  - Émile Espérandieu (Recueil général des bas-reliefs de la Gaule romaine).
- 1916[17] : 
  - Roland Delachenal (Histoire de Charles V, tome III).
  - Auguste Dussert (1872-1958) (Les États du Dauphiné aux XIVe et XVe siècles).
- 1917[18] : 
  - Roland Delachenal (Histoire de Charles V, tome III).
  - Augustin Renaudet (Préréforme et humanisme à Paris pendant les premières guerres d'Italie (1494–1517)).
- 1918[19] : 
  - Jules Viard (Les journaux du trésor de Charles IV).
  - Le Barrois d'Orgeval (Le Tribunal de la connétablie de France, du XIVe siècle à 1790).
- 1919 : Ferdinand Lot (Étude sur le Lancelot en prose)[20].
- 1921[21] : 
  - Henri Stein (Charles de France, frère de Louis XI).
  - Léon-Honoré Labande (Avignon au XVe siècle).
- 1923[22] : 
  - Lucien Romier (Le Royaume de Catherine de Médicis).
  - Jean Régné (1883-1954) (Histoire du Vivarais).
- 1924 : Charles Hirschauer (1888-1929) (Les États d'Artois depuis leurs origines à l'occupation française, 1340-1640)[23].
- 1931 : Gustave Dupont-Ferrier (Études sur les institutions financières de la France à la fin du Moyen Âge).
- 1933 : Émile-Guillaume Léonard (La Reine Jeanne Ire de Naples)
- 1939[24] : 
  - Étienne Delcambre (Les États du Velay des origines à 1642).
  - Jacques Boussard (1910-1980) (Le Comté d'Anjou sous Henri Plantegenêt et ses fils, 1151-1204).
- 1940[25] :
  - Émile Lesne (1870-1940) (Histoire de la propriété ecclésiastique en France. Les écoles de la fin du VIIIe siècle à la fin du XIIe).
  - R. Marquant (La Vie économique à Lille sous Philippe le Bon).
- 1941[26] :
  - Émile Lesne (1870-1940) (Histoire de la propriété ecclésiastique en France. Les écoles de la fin du VIIIe siècle à la fin du XIIe).
  - René Gandilhon (1907-1990) (Politique économique de Louis XI).
- 1942[27] :
  - Émile Coornaert (Les corporations en France avant 1789).
  - André Déléage (La vie rurale en Bourgogne jusqu'au début du XIe siècle).
  - Chanoine Edouard Fournier (1873-1954) (L'origine du vicaire général et des autres membres de la curie diocésienne).
- 1943[28] : 
  - Georges Espinas (Les origines du droit d'association).
  - Chanoine Edouard Fournier (1873-1954) (Nouvelles recherches sur les curies, chapitres et universités de l'ancienne Église de France).
- 1944[29] :
  - Georges Espinas (Les origines du droit d'association).
  - Émile Lousse (1905-1986) (La Société d'ancien régime).
- 1945[30] :
  - Roger Grand (Les “Paix” d'Aurillac. Étude et documents sur l'histoire des institutions municipales d'une ville à consulat (XIIe – XVe siècle)).
  - Henry de Surirey de Saint-Remy (Jean II de Bourbon, duc de Bourbonnais et d'Auvergne, 1426-1488).
- 1946[31] : 
  - Jean-Berthold Mahn (L'Ordre cistercien et son gouvernement).
  - Jean-François Lemarignier (Recherches sur l'hommage en marche et les frontières féodales).
- 1947[32] : 
  - Georges Espinas (Les origines du capitalisme).
  - Michel François (François de Tournon, Correspondance, 1521-1562).
- 1948[33] : 
  - René Louis (De l’histoire à la légende, Girart comte de Vienne (819-877)).
  - Robert Boutruche (La crise d'une société. Seigneurs et paysans du Bordelais pendant la guerre de Cent ans).
- 1949[34] : 
  - Alain de Boüard (Manuel de diplomatique française et pontificale. Tome II, L'Acte privé).
  - Jan Dhondt (Etudes sur la naissance des principautés territoriales en France, IXe – Xe siècles).
- 1950[35] : 
  - Jean Longnon (L’Empire Latin de Constantinople et la Principauté de Morée).
  - Jan Dhondt (Etudes sur la naissance des principautés territoriales en France, IXe – Xe siècles).
- 1951[36] : 
  - Jean Schneider (La Ville de Metz aux XIIIe et XIVe siècles).
  - Georges Lesage (1918-1948) (Marseille angevine. Recherches sur son évolution administrative, économique et urbaine, de la victoire de Charles d'Anjou à l'arrivée de Jeanne 1ère (1264-1348)).
- 1952[37] : 
  - Michel François (Le cardinal François de Tournon).
  - Françoise Lehoux (1902-1991) (Le bourg Saint-Germain-des-Prés, depuis ses origines jusqu'à la fin de la Guerre de Cent ans).
- 1953[38] : 
  - Michel Mollat du Jourdin (Commerce maritime normand à la fin du moyen âge, étude d'histoire économique et sociale).
  - Édouard Baratier et Félix Reynaud (Histoire du commerce de Marseille, tome 2, de 1291 à 1480).
- 1954[39] : 
  - Georges Duby (La Société aux XIe et XIIe siècles dans la région mâconnaise).
  - Germain Sicard (1928-2016) (Aux Origines des sociétés anonymes. Les moulins de Toulouse au moyen âge).
- 1955[40] : 
  - Philippe Wolff (Commerce et marchands de Toulouse, v. 1350-v. 1450).
  - Marcel David (1920-2011) (La souveraineté et les limites juridiques du pouvoir monarchique du IXe au XVe siècle).
- 1956[41] : 
  - Marcel David (1920-2011) (La souveraineté et les limites juridiques du pouvoir monarchique du IXe au XVe siècle et Contribution à l'étude des limites des souverainetés).
  - Pierre Duparc (Le comté de Genève, (IXe – XVe siècles)).
- 1957[42] : 
  - Jacques Boussard (Le gouvernement d'Henri II Plantegenêt).
  - Pierre Duparc (Le comté de Genève, (IXe – XVe siècles)).
- 1958[43] : 
  - Jacques Boussard (Le gouvernement d'Henri II Plantegenêt).
  - Marcel Pacaut (Louis VII et les élections épiscopales dans le royaume de France).
- 1959[44] : 
  - Raymond Cazelles (La société politique et la crise de la royauté sous Philippe de Valois).
  - Joseph Girard (Les Baroncelli à Avignon).

### De 1960 à 2021
- 1960[45] : 
  - Aliette de Maillé (Recherches sur les origines chrétiennes de Bordeaux).
  - Mireille Castaing-Sicard (Les Contrats dans le très ancien droit toulousain).
- 1961[46] : 
  - Aliette de Maillé (Recherches sur les origines chrétiennes de Bordeaux).
  - Marguerite Gonon (Les institutions et la société en Forez au XIVe siècle d'après les testaments).
- 1962[47] : 
  - Paul-Marie Duval (Paris antique des origines au milieu du IIIe siècle et Les inscriptions antiques de Paris).
  - Édouard Baratier (La démographie provençale du XIIIe au XVIe siècle).
- 1963[48] : 
  - Georges Duby (L'Économie rurale et la vie des campagnes dans l'Occident médiéval).
  - Pierre Riché (Éducation et culture dans l'Occident barbare : VIe et VIIIe siècles).
- 1964[49] : 
  - Bernard Guenée (Tribunaux et gens de justice dans le bailliage de Senlis à la fin du Moyen Âge (vers 1380-vers 1550)).
  - Bernard Guillemain (La cour pontificale d’Avignon 1309-1376).
  - Jean Favier (Un conseiller de Philippe le Bel, Enguerran de Marigny).
- 1965[50] : 
  - René Fédou (1920-2001) (Les Hommes de loi lyonnais à la fin du Moyen Âge).
  - Guy Fourquin (1923-1988) (Les Campagnes de la région parisienne à la fin du Moyen âge).
  - Jean Favier (Un conseiller de Philippe le Bel, Enguerran de Marigny).
- 1966[51] : 
  - Maurice Rey (1906-1996) (Les finances royales sous Charles VI, les causes du déficit, 1388-1413 et Le Domaine du Roi et les finances extraordinaires sous Charles VI).
  - Jean Marx (1884-1972) (Nouvelles recherches sur la littérature arthurienne).
- 1967[52] :
  - Françoise Lehoux (1902-1991) (Jean de France, duc de Berri, sa vie, son action politique (1340-1416)).
  - Jean Yver (1901-1988) (Egalité entre héritiers et exclusion des enfants dotés, essai de géographie coutumière).
- 1968[53] :
  - Jean Favier (Les Finances pontificales à l'époque du Grand Schisme d'Occident, 1378-1409).
  - Anne Terroine (1909-1976) et Robert Fossier (Chartes et documents de l'abbaye de Saint-Magloire).
- 1969[54] : 
  - Jacques Bernard (1917-2010) (Navires et gens de mer à Bordeaux).
  - Yves Dossat (Saisimentum comitatus Tholosani).
- 1970[55] : 
  - Robert Fossier (La Terre et les hommes en Picardie jusqu’à la fin du XIIIe siècle).
  - Yves Dossat (Saisimentum comitatus Tholosani).
- 1971[56] : 
  - Jean-François Lemarignier (La France médiévale, institutions et société).
- 1972[57] : 
  - Jean Doignon (1922-1997) (Hilaire de Poitiers avant l'exil).
  - Françoise Dumas-Dubourg  (1932-....) (Le Trésor de Fécamp et le monnayage en Francie occidentale pendant la seconde moitié du Xe siècle).
- 1973[58] : 
  - Philippe Contamine (Guerre, État et société à la fin du Moyen Âge : études sur les armées des rois de France, 1337-1494).
  - Olivier Guillot (Le comte d'Anjou et son entourage au XIe siècle).
- 1974[59] : 
  - André Chédeville (Chartres et ses campagnes (XIe-XIIIes)).
  - Gabriel Fournier (Châteaux, villages et villes d'Auvergne au XVe siècle).
- 1975[60] : 
  - Élisabeth Magnou-Nortier (La société laïque et l'Église dans la province ecclésiastique de Narbonne).
  - Gabriel Fournier (Châteaux, villages et villes d'Auvergne au XVe siècle).
- 1976[61] : 
  - Francis Rapp (Le diocèse de Strasbourg à la fin du moyen âge).
  - Éric Bournazel (Le gouvernement capétien au XIIe siècle, 1108-1180 : structures sociales et mutations institutionnelles).
- 1977[62] : 
  - Pierre Bonnassie (La Catalogne du milieu du Xe siècle à la fin du XIe siècle : croissance et mutations d'une société).
  - Jean-Pierre Poly (La Provence et la société féodale 879-1166).
- 1978[63] : 
  - Michel Bur (La formation du comté de Champagne (vers 950-vers 1150)).
  - Bernard Chevalier (1923-2019) (Tours, ville royale, 1356-1520).
- 1979[64] : 
  - Hans-Georg Pflaum (Les fastes de la province de Narbonnaise).
  - Robert Favreau (La Ville de Poitiers à la fin du Moyen Âge, Une Capitale Régionale).
- 1980[65] : 
  - Michel Rouche (L'Aquitaine des Wisigoths aux Arabes 418-781 : naissance d'une région).
  - Jean Lartigaut (Les campagnes du Quercy après la guerre de Cent ans (vers 1440 - vers 1550)).
- 1981[66] : 
  - Jean Guilaine (La France d’avant la France. Du Néolithique à l'âge du fer).
  - Léon Fleuriot (Les Origines de la Bretagne. L'émigration).
- 1982[67] : 
  - Françoise Autrand (Naissance d'un grand corps de l'État : les gens du Parlement de Paris, 1345-1454).
  - Michel Aubrun (L'ancien diocèse de Limoges des origines au milieu du XIe siècle).
- 1983[68] : 
  - Albert Rigaudière (Saint-Flour ville d'Auvergne au bas Moyen Âge. Étude d'histoire administrative et financière).
  - Michel Le Mené (Les campagnes angevines à la fin du Moyen Âge vers 1350 - vers 1530, études économique).
- 1984[69] : 
  - Jacques Krynen (Idéal du prince et pouvoir royal en France à la fin du Moyen Âge (1380-1440)).
  - Alain Saint-Denis (L'Hôtel-Dieu de Laon, 1150--1300).
- 1985[70] : 
  - Dominique Barthélemy (Les deux âges de la seigneurie banale. Pouvoir et société dans la terre des sires de Coucy (milieu du XIe - milieu du XIIIe siècle)).
  - Joseph Avril (prêtre) (Le Gouvernement des évêques et la vie religieuse dans le diocèse d'Angers, 1148-1240)
- 1986[71] : 
  - Colette Beaune (Naissance de la nation France).
  - Jacques Dalarun (L'impossible sainteté. La Vie retrouvée de Robert d'Arbrissel).
- 1987 : Fabienne Cardot (L'espace et le pouvoir, étude sur l'Austrasie mérovingienne)[72].
- 1988[73] : 
  - Anne-Marie Lecoq (François 1er imaginaire. Symbolique  et politique à l'aube de la Renaissance française).
  - Jean Kerhervé (État breton aux XIVe siècle et XVe siècle).
- 1989[74] : 
  - Hervé Martin (1940-) (Le métier de prédicateur en France septentrionale à la fin du Moyen Âge (1350-1520)).
  - Gérard Giordanengo (Le Droit féodal dans les pays de droit écrit).
- 1990 : Christiane Deluz (Le Livre de Jehan de Mandreville).
- 1991 : Jean-Michel Mehl (Les Jeux au royaume de France du XIIIe au début du XVIe siècle).
- 1992 : Claude Gauvard (« De grace especial »).
- 1993 : Alain Girardot (Le Droit et la Terre).
- 1994 : Jacques Krynen (L'Empire du roi).
- 1995 : Pierrette Paravy (De la Chrétienté romaine à la réforme en Dauphiné).
- 1996 : Régine Le Jan (Famille et pouvoir dans le monde franc (VIIe – Xe siècles).
- 1997 : Charles Higounet et Arlette Higounet-Nadal (Grand cartulaire de la Sauve Majeure).
- 1998 : Thierry Wanegffelen (Ni Rome ni Genève).
- 1999 : Monique Sommé (Isabelle de Portugal, duchesse de Bourgogne).
- 2000 : Nicole Bériou (L'Avènement des maîtres de la Parole).
- 2001 : Daniel Le Blévec (La Part du pauvre).
- 2002 : Alain Girard, Christian de Mérindol et Alain Venturini (La Maison des Chevaliers de Pont-Saint-Esprit).
- 2003 : Hugues Daussy (Les Huguenots et le Roi).
- 2004 : Corinne Leveleux-Teixeira (La Parole interdite).
- 2005 : Françoise Hildesheimer (Richelieu).
- 2006 : Patrick Demouy (Genèse d'une cathédrale).
- 2007 : Jean-Patrice Boudet (Entre science et nigromance).
- 2008 : Perrine Mane (Le Travail à la campagne au Moyen Âge).
- 2009 : Marie Casset (Les Évêques aux champs).
- 2010 : Laurent Vissière (Sans poinct sortir hors de l’ornière).
- 2011 : Jean-Marie Moeglin (Deutsch-Französische Geschichte).
- 2012 : Reynald Abad (La Grâce du roi).
- 2013 : Alexandre Cojannot (Louis Le Vau et les nouvelles ambitions de l’architecture française, 1612-1654).
- 2014 : Michel Hébert (Parlementer).
- 2015 : Jean Longère (éd. des Sermones vulgares vel ad status de Jacques de Vitry).
- 2016 : Adeline Rucquoi (Mille fois à Compostelle).
- 2017 : Jérôme Baschet (Corps et Ámes).
- 2018 : Benoît-Michel Tock (La fondation de l’abbaye de Vaucelles de Foulques de Cambrai).
- 2019 : Éliane Vergnolle (Saint-Benoît-sur-Loire : l’abbatiale romane).
- 2020 : Jean-Pierre Devroey (La nature et le roi. Environnement, pouvoir et société à l’âge de Charlemagne (740-820)).
- 2021 : Pierre Monnet (Charles IV. Un empereur en Europe)[75]
- 2023 : Fernand Peloux (Les premiers évêques du Languedoc. Une mémoire hagiographique médiévale)
- 2025 : Chantal Grell (Louise Marie de Gonzague (1611-1667) reine de Pologne. Passion et politique à la cour des Vasa)